# 王绍南 (1964年)
王绍南（1964年11月—），安徽潜山人，汉族，中国共产党党员。中华人民共和国政治人物、第十三届全国人民代表大会安徽省代表。

## 生平
2018年，王绍南被选为安徽省出席第十三届全国人民代表大会代表。